# SPRED1
SPRED1 که مخفف عبارت «پروتئین شمارهٔ ۱ حاوی دومِـین EVH1، مرتبط با اسپراوتی» (انگلیسی: Sprouty-related, EVH1 domain-containing protein 1) است، یک پروتئین است که در انسان توسط ژن «SPRED1» کُد می‌شود. این ژن بر روی بازوی بلند کروموزوم ۱۵ واقع است و دارای ۷ اگزون کُدکننده است.
این مولکول حیاتی متعلق به خانوادهٔ پروتئینی اسپراوتی است که در پاسخ به چند فاکتور رشد توسط تیروزین کیناز فسفریله می‌شود.
اختلال یا جهش در این ژن می‌تواند منجر به بروز «سندرم شبه‌نوروفیبروماتوز نوع ۱» (NFLS)، سندرم لجیوس و سرطان خون کودکان شود.